# 拱门任务基金会
拱门任务基金会，也译为方舟使命基金会，是一个位于美国德克萨斯州斯普林的非营利性组织，其目标是在太阳系周围——包括在地球上——建立多个冗余的人类知识库。诺瓦·斯皮瓦克（Nova Spivack）在2015年发表博文阐述“拱门项目”的愿景，并于2016年与尼克·斯莱文（Nick Slavin）联合创立拱门任务基金会。
该机构计划建立多个拱门知识库“跨越时间和空间，保存和传播人类知识，造福子孙后代”。基金会选择最合适的存储技术来达成目的，不限定具体技术。所使用的第一种数据存储方式是借助“5D光数据存储”，据报道它将保持可读长达140亿年，能够抵御宇宙辐射，并能承受高达1000°C的温度。

## 另请参阅
- 时间囊
- 维京计划
- 罗塞塔项目
- 旅行者金唱片